# Bowls na Igrzyskach Wspólnoty Narodów 2018
Bowls na Igrzyskach Wspólnoty Narodów 2018 – jedna z dyscyplin podczas Igrzysk Wspólnoty Narodów 2018 w Gold Coast. Rozegrano dziesięć konkurencji, które odbyły się w dniach 5–13 kwietnia 2018 roku w Broadbeach Bowls Club. W zawodach wzięło udział 252 zawodników z 28 państw.

## Uczestniczące państwa
W badmintonie podczas igrzysk wystąpiło 252 zawodników z 28 państw.

- Anglia (17)
- Australia (17)
- Botswana (7)
- Brunei (8)
- Fidżi (10)
- Guernsey (4)
- Indie (10)
- Irlandia Północna (10)
- Jamajka (2)
- Jersey (8)
- Kanada (10)
- Kenia (2)
- Malezja (10)
- Malta (6)
- Namibia (8)
- Niue (10)
- Norfolk (10)
- Nowa Zelandia (17)
- Papua-Nowa Gwinea (10)
- Południowa Afryka (17)
- Samoa (2)
- Singapur (4)
- Szkocja (17)
- Tonga (2)
- Walia (17)
- Wyspa Man (2)
- Wyspy Cooka (10)
- Zambia (5)

## Medaliści
| Konkurencja               | Złoto                                                                           | Srebro                                                                                      | Brąz                                                                         |
| Mężczyźni                 |                                                                                 |                                                                                             |                                                                              |
| Single                    | Aaron Wilson                                                                    | Ryan Bester                                                                                 | Robert Paxton                                                                |
| Pary                      | Walia · Daniel Salmon · Marc Wyatt                                              | Szkocja · Paul Foster · Alexander Marshall                                                  | Wyspy Cooka · Aidan Zittersteijn · Taiki Paniani                             |
| Trójki                    | Szkocja · Ronald Duncan · Derek Oliver · Darren Burnett                         | Australia · Barrie Lester · Nathan Rice · Aron Sherriff                                     | Norfolk · Phillip Jones · Hadyn Evans · Ryan Dixon                           |
| Czwórki                   | Szkocja · Ronald Duncan · Derek Oliver · Paul Foster · Alexander Marshall       | Australia · Barrie Lester · Brett Wilkie · Nathan Rice · Aron Sherriff                      | Anglia · Louis Ridout · David Bolt · Jamie Chestney · Samuel Tolchard        |
| Kobiety                   |                                                                                 |                                                                                             |                                                                              |
| Single                    | Jo Edwards                                                                      | Laura Daniels                                                                               | Colleen Piketh                                                               |
| Pary                      | Malezja · Emma Firyana Saroji · Siti Zalina Ahmad                               | Południowa Afryka · Nicolene Neal · Colleen Piketh                                          | Szkocja · Lesley Doig · Claire Johnston                                      |
| Trójki                    | Australia · Carla Krizanic · Natasha Scott · Rebecca van Asch                   | Szkocja · Kay Moran · Stacey McDougall · Caroline Brown                                     | Anglia · Katherine Rednall · Ellen Falkner · Sian Honnor                     |
| Czwórki                   | Australia · Kelsey Cottrell · Carla Krizanic · Rebecca van Asch · Natasha Scott | Południowa Afryka · Esme Kruger · Nicolene Neal · Johanna Snyman · Elma Davis               | Malta · Rebecca Rixon · Rosemaree Rixon · Connie-Leigh Rixon · Sharon Callus |
| Mieszane                  |                                                                                 |                                                                                             |                                                                              |
| Pary mieszane (B2/B3)     | Australia · Lynne Seymour · Bob Seymour · Jake Fehlberg · Grant Fehlberg        | Południowa Afryka · Nozipho Schroeder · Graham Ward · Philippus Walker · Johanna van Rooyen | Walia · Julie Thomas · John Wilson · Gilbert Miles · John Byron              |
| Trójki otwarte (B6/B7/B8) | Australia · Josh Thornton · Tony Bonnell · Ken Hanson                           | Nowa Zelandia · Bruce Wakefield · Barry Wynks · Mark Noble                                  | Południowa Afryka · Christopher Patton · Tobias Botha · Willem Viljoen       |

## Tabela medalowa
| Poz. | Państwo           |   |   |   | Razem |
| ---- | ----------------- | - | - | - | ----- |
| 1.   | Australia         | 5 | 2 | 0 | 7     |
| 2.   | Szkocja           | 2 | 2 | 1 | 5     |
| 3.   | Walia             | 1 | 1 | 1 | 3     |
| 4.   | Nowa Zelandia     | 1 | 1 | 0 | 2     |
| 5.   | Malezja           | 1 | 0 | 0 | 1     |
| 6.   | Południowa Afryka | 0 | 3 | 2 | 5     |
| 7.   | Kanada            | 0 | 1 | 0 | 1     |
| 8.   | Anglia            | 0 | 0 | 3 | 3     |
| 9.   | Malta             | 0 | 0 | 1 | 1     |
| 9.   | Norfolk           | 0 | 0 | 1 | 1     |
| 9.   | Wyspy Cooka       | 0 | 0 | 1 | 1     |